# Jakovlev Jak-15
Jakovlev Jak-15 (rusky: Як-15, kód v rámci USAF/DOD: Type 2, v kódu NATO "Feather") byl jeden z prvních sovětských proudových stíhacích letounů. Představoval současně i nejlehčí proudový stíhací letoun v historii, který byl zaveden do služby. Konstrukčně vycházel ze svého pístového předchůdce Jaku-3U, od kterého převzal křídlo, záďový podvozek, zadní část trupu a ocasní plochy. Poháněn byl kopií německého motoru Junkers Jumo 004B, vyráběné v SSSR pod označením RD-10. Pohonná jednotka byla zabudována do přídě letounu, s výtokovou tryskou pod křídlem. Pilotům se zkušeností na letounech Jakovlevovy konstrukce s pístovými motory stroj umožnil snadný přechod na novou proudovou techniku.

## První proudové motory v SSSR
První experimenty s proudovými motory se v SSSR uskutečnily na počátku 40. let 20. století v tehdejším Leningradu (dnes Petrohrad), konstrukční kanceláří Ljulka. Slibné testy motoru VDR-1 bohužel přerušilo napadení SSSR Německem a další válečné události.
Do začátku roku 1945 vývoj proudových letounů ve světě značně pokročil. Německo mělo v operační službě Messerschmitt Me 262 spolu s Aradem Ar 234, Velká Británie Gloster Meteor a připravoval se De Havilland Vampire, v USA létal Bell XP-59 a finišovaly práce na stroji Lockheed P-80. V SSSR museli konstatovat určité zaostávání, což vyústilo do zařazení výzkumu a vývoje proudových motorů a letounů mezi programy s nejvyšší prioritou. Jak Rudá armáda postupovala do centra Německa, objevovaly se nové podklady i vzorové kusy pokročilých konstrukcí proudových motorů, které byly převáženy v rámci válečné kořisti do SSSR, kde měly posloužit jako základ vlastních prací. Ještě před koncem války, 28. dubna 1945, byl vydán příkaz k zavedení sériové výroby německého proudového motoru Jumo 004B pod označením RD-10 v Kazani (práce vedl zpočátku V. J. Klimov, později N. D. Kuzněcov) a motoru BMW 003 jako RD-20 ve městě Ufa (S. D. Kolesov). Obě továrny zahájily produkci na počátku roku 1946.
Současně bylo třeba vyřešit problematiku výroby vlastního proudového letounu. V SSSR se intenzivně testoval německý Messerchmitt Me 262 „Schwalbe“ a navzdory ne zcela pozitivnímu hodnocení bylo zpočátku požadováno jeho zavedení do sériové výroby. Naštěstí se radu lidových komisařů nakonec podařilo přesvědčit, že zahájení produkce technologicky poměrně náročného a v kontextu světového vývoje rychle zastarávajícího stroje by bylo pouze mrháním silami a prostředky, které při vynaložení do výzkumu a vývoje mohou brzy přinést dokonalejší letouny.[zdroj?] Nicméně, v SSSR stále neexistoval typ, schopný zajistit obranu vzdušného prostoru země před moderními letouny případného protivníka a také umožňující získání zkušeností s proudovou technikou většímu počtu letců, který by bylo možné produkovat snadno a ve velkých sériích.

## Vývoj
Na počátku řešení nastalé situace byla náhoda. Konstruktéři závodu Jakovlev si všimli, že hmotnost německého motoru Jumo 004B (asi 740 kg) přibližně odpovídá sovětskému pístovému Klimov VK-107A (u VK-107 je přitom nutno vedle hmotnosti suchého motoru uvažovat ještě i s hmotností vrtule, chladičů, provozních náplní — především několika desítek litrů chladicí kapaliny — a dalších), který se montoval do stíhacích letounů Jak-3U. Objevila se tedy poměrně jednoduchá možnost nahradit v osvědčeném stroji pístový motor proudovým a s minimálními změnami draku tak postavit letoun umožňující získat s minimálními náklady a v krátkém čase praktické zkušenosti s novým druhem pohonu, pro jehož sériovou výrobu bude využito mnoha již existujících výrobních přípravků.

### Konstrukční práce na letounu

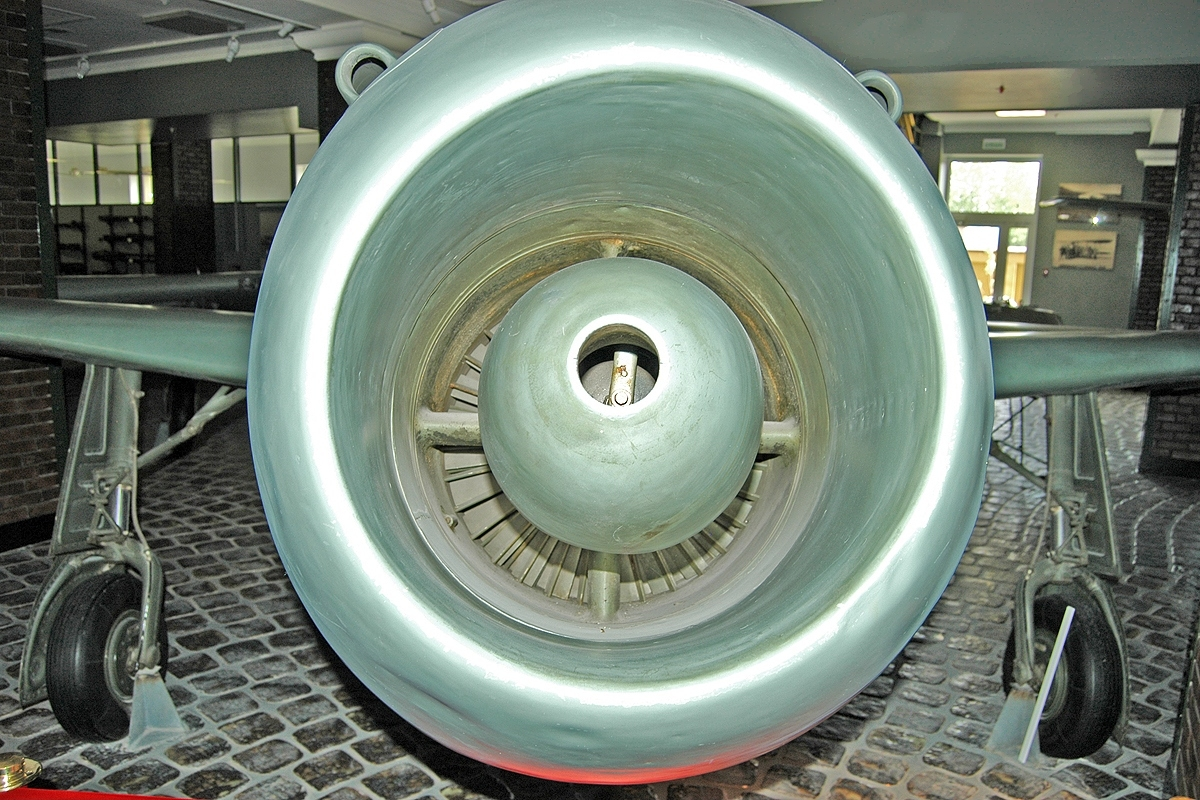
Vstup vzduchu k motoru RD-10

Konstrukční práce na letounu, prozatímně označovaném Jak–JUMO (Někdy se objevuje i označení Jak-3-JUMO), byly zahájeny 9. dubna 1945 pod vedením Jevgenije G. Adlera. Adlerovi pak pomáhal statik Šechtěr a konstruktéři Vigant, Šelepčikov a Makarov. Vývoj kontrolovali Jakovlevovi asistenti Kulagin a Kerber. Z původního Jaku-3U bylo převzato křídlo, zadní část trupu, vodorovné ocasní plochy, pilotní kabina včetně přístrojů a ovládacích prvků, takřka kompletní elektrická instalace, atd. Nově byla navržena svislá ocasní plocha se zvětšenou kýlovkou a směrovkou. Vznikla zcela nová příď, s kostrou svařenou z ocelových trubek a s duralovým potahem, s motorovým ložem pro Jumo 004B a prostorem pro lafetaci zbraní (výzbroj tvořily dva kanóny BS-20 ráže 23 mm). Přední nosník křídla byl v oblasti centroplánu překonstruován do tvaru podkovy a vytvořil tak oblouk nad motorem. Protože výstupní tryska ústila zhruba na úrovni odtokové hrany křídla, spodek zadní části trupu kryly ocelové plechy, chránící duralový potah před horkými spalinami. Z kořenů křídla zmizely chladiče oleje, které proudový motor nepotřeboval. Mimo původních nádrží paliva v křídle se objevily ještě dvě nové, větší v přídi a malá pomocná nad motorem. Jeden z prototypů (značený Jak-15-RD10, viz titulní fotografie v úvodu článku) byl vybaven podvozkem o malém rozchodu se závěsy v trupu a zatahovaným směrem ke koncům křídla, nicméně do série se dostal původní široký podvozek z Jaku 3U, zavěšený asi v polovině rozpětí a zatahovaný směrem k trupu.

### Letové testy
První motorová zkouška prototypu se uskutečnila v říjnu 1945. Prakticky ihned shořelo ostruhové kolo, přímo vystavené proudu horkých plynů z motoru, a po chvíli navzdory ochranným plátům ze žáruvzdorné oceli došlo k propálení duralové konstrukce spodní části trupu. Řešení se našlo v podobě izolační mezery, vytvořené mezi krycími ocelovými pláty a trupem. Ostruhové kolo s pneumatikou bylo nahrazeno malým ocelovým, které za pohybu po betonové ploše letiště vydávalo silný hukot a vytvářelo za letounem intenzivní stopu jisker, nicméně už neshořelo.
Dne 8. prosince 1945 byl dokončen druhý prototyp a již 13. prosince s ním zkušební pilot M. I. Ivanov zahájil provádění zkoušek pojíždění a krátkých „poskoků“. Velmi záhy byl ale stroj převezen do aerodynamického tunelu T-101 ústavu CAGI, kde proběhly rozsáhlé testy při vysokých rychlostech a velkých úhlech náběhu. Během nich byl také zjištěn výrazný vliv změn tahu motoru na podélné vyvážení, což způsobovala koncepce Jaku, s výstupní tryskou umístěnou pod těžištěm letounu.
První vzlet Jaku-15 se uskutečnil dne 24. dubna 1946 ve 13 hodin 56 minut, v kabině seděl opět M. I. Ivanov. (Pouze o hodinu dříve poprvé vzlétl i prototyp dvoumotorového proudového stíhacího letounu MiG-9.) Do ukončení zkoušek 22. června 1946 letoun prokázal, že při vzletové hmotnosti 2570 kg dosahuje u země rychlosti 770 km/h, ve výšce 5 000 m pak až 800 km/h. Dolet se 472 kg paliva dosahoval 575 km, do 5 000 m stroj vystoupal za 4,1 minuty. Od výšky 6 000 m začaly klesat otáčky motoru a s nimi i tah, proto nebylo možné splnit požadavky na dostup letounu. Ten činil pouze 10 000 m, namísto původně vypočtených 13 700 m. I tak ale bylo rozhodnuto o sériové výrobě typu Jak-15 v závodě Tbilisi, kde již předtím běžela produkce Jaku-3. Již na prvomájové přehlídce 1. května 1947 v Moskvě nad hlavami diváků prolétla skupina padesáti Jaků-15 (spolu s dalšími padesáti MiGy-9) a do ukončení výroby v prosinci 1947 vzniklo celkem 280 kusů prvního proudového letounu, zařazeného do výzbroje Sovětského letectva.

### Hodnocení Jaku-15

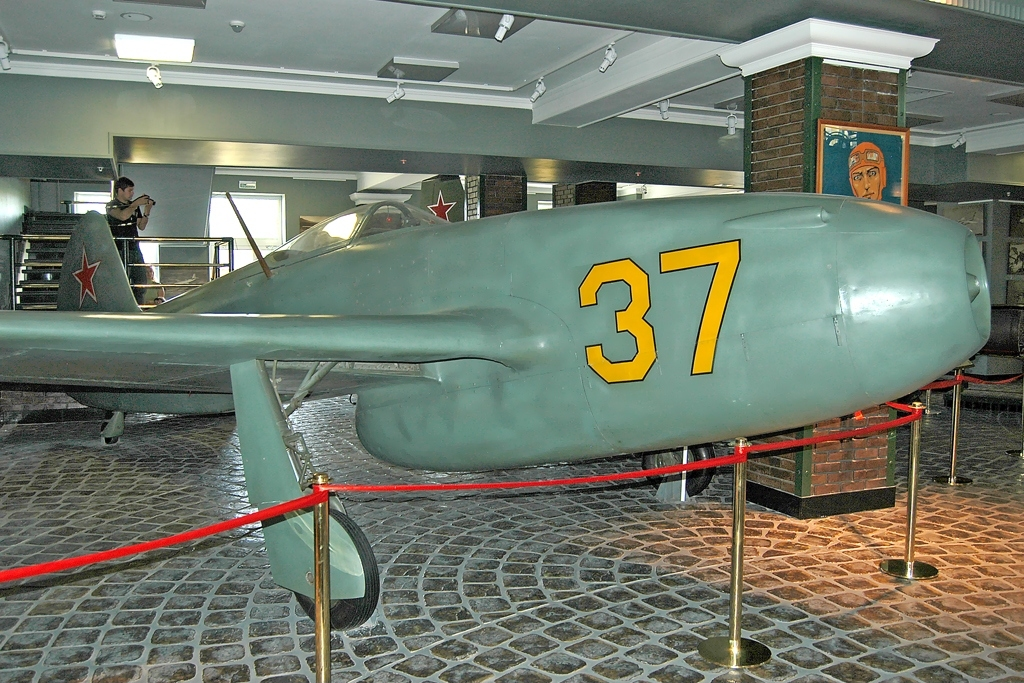
Jak-15 v moskevském muzeu

Sériové Jaky-15 obvykle nosily výzbroj tvořenou pouze jedním kanónem NS-23, nebo létaly zcela bez výzbroje. Při vzletové hmotnosti 2 742 kg byla jejich maximální přípustná rychlost do výšky 3 150 m omezena na 700 km/h, výše pak Machovým číslem 0,68. Proudové motory RD-10 měly plánovanou životnost 25 hodin, nicméně v reálu vydržely nejvýše 17 hodin a piloty omezovala i možnost použití maximálního režimu motoru po dobu maximálně 10 minut. Vytrvalost letounu činila pouhých 20 – 25 minut. Do kabiny pronikal dým, vzniklý pyrolýzou kerosinu na horkých částech motoru, a dráždil oči letců navzdory ochranným brýlím. Proud výfukových plynů způsoboval silnou erozi betonové plochy letiště a uvolněné kamínky poškozovaly vodorovnou ocasní plochu, naopak v zimě zvířené krystalky ledu vytvářely na výškovce silnou vrstvu námrazy, někdy omezující její pohyb. Zdaleka největším problémem byl ale malý dolet.
Z hlediska pilotáže mohli na Jaku-15 bez problémů létat i jen průměrně vycvičení piloti, kteří již zvládli Jak-3. Protože úkoly protivzdušné obrany státu zajišťoval výkonnější a lépe vyzbrojený typ MiG-9, přešly Jaky-15 k výcvikovým jednotkám a sloužily hlavně při přeškolování pilotů na proudovou techniku. Vznikl i jeden kus dvojmístné cvičné verze se sedadly za sebou. Letoun byl značen Jak-21 a vyzbrojen pouze jedním kulometem UBS ráže 12,7 mm.
Ještě v průběhu zkoušek na jaře 1947 bylo rozhodnuto o překonstruování Jaku-15 na letoun s příďovým podvozkem a vyšší kapacitou nádrží. Tak vznikl Jak-15U, předchůdce typu Jak-17, který se osvědčil zvláště ve dvojmístné cvičné verzi Jak-17UTI.
Dochované exempláře
Do současnosti se zachoval pouze jediný Jak-15, vystavený v Muzeu OKB (konstrukční kanceláře) A. S. Jakovleva.

## Varianty

### Jak-15
- Jednomístný stíhací a cvičný letoun.

### Jak-21
- Prototyp dvojmístné cvičné verze se sedadly za sebou.

## Uživatelé
Sovětský svaz
- Sovětské letectvo

## Technický popis letounu Jak-15

Jak-15

Jak-15 byl jednomístný stíhací letoun se záďovým podvozkem, poháněný proudovým motorem RD-10.
Konstrukce letounu byla celokovová (V originále článku na anglické Wikipedii se objevuje informace o určitém podílu překližky na konstrukci křídla. Monografie o Jaku-15 ale hovoří o celokovové konstrukci, stejně jako kniha V. Němečka Vojenská letadla 4. Protože Jak-15 vznikl na základě Jaku-3U, který už byl důsledně celokovový, tato informace je pravděpodobnější.)

### Křídlo
|Křídlo letounu bylo přímé, dvojnosníkové, celokovové konstrukce. Na předním nosníku byly uchyceny hlavní podvozkové nohy, pneumaticky zatahované směrem k trupu a vybavené pneumatickými brzdami. V oblasti trupu byl hlavní nosník vytvarován do podkovy, tvořící oblouk nad motorem. Na pomocném nosníku byly uchyceny vztlakové klapky odštěpného typu a křidélka s duralovým potahem. V prostoru mezi nosníky se nacházely celkem čtyři palivové nádrže.

### Trup
Trup letadla měl příhradovou kostru svařenou z ocelových trubek, na kterou byly připevněny duralové podélníky. Potah trupu tvořily duralové plechy přinýtované ke kostře. Přední část pak byla duralová poloskořepina s motorovým ložem a lafetami zbraní. Ocasní plochy měly duralovou kostru i potah s výjimkou směrového kormidla, které ještě částečně krylo plátno. Ostruhové kolečko vyrobené z oceli (nemělo pneumatiku) se zatahovalo do zadní části trupu. Kabina pilota odpovídala typu Jak-3U, změnily se pouze ovládací prvky motoru a jeho příslušenství. Čelní štítek kabiny byl vytvarován z jednoho kusu organického skla a měl oblý tvar, (pozdější Jaky-17 měly přední část štítku rovnou, opatřenou pancéřovým sklem). Překryt kabiny se odsouval vzad.

## Specifikace

### Technické údaje
- Osádka: 1 pilot
- Rozpětí: 9,20 m
- Délka: 8,70 m
- Výška: 2,27 m
- Nosná plocha: 14,85 m²

Jak-15

Jak-15

- Hmotnost prázdného stroje: 1852 kg
- Vzletová hmotnost : 2742 kg
- Pohonná jednotka: 1× proudový motor Tumanskij RD-10
- Tah pohonné jednotky: 8,9 kN

### Výkony
- Maximální rychlost u země: 700 km/h
- Maximální rychlost ve výšce 5000 m: 786 km/h
- Cestovní rychlost: 689 km/h
- Dolet: 510 km
- Dostup: 13 350 m

### Výzbroj
- 2× kanón Nudelman-Suranov NS-23 ráže 23 mm s 60 náboji na zbraň (některé letouny nesly pouze jeden kanón, případně létaly zcela bez výzbroje)